# Pamphaios

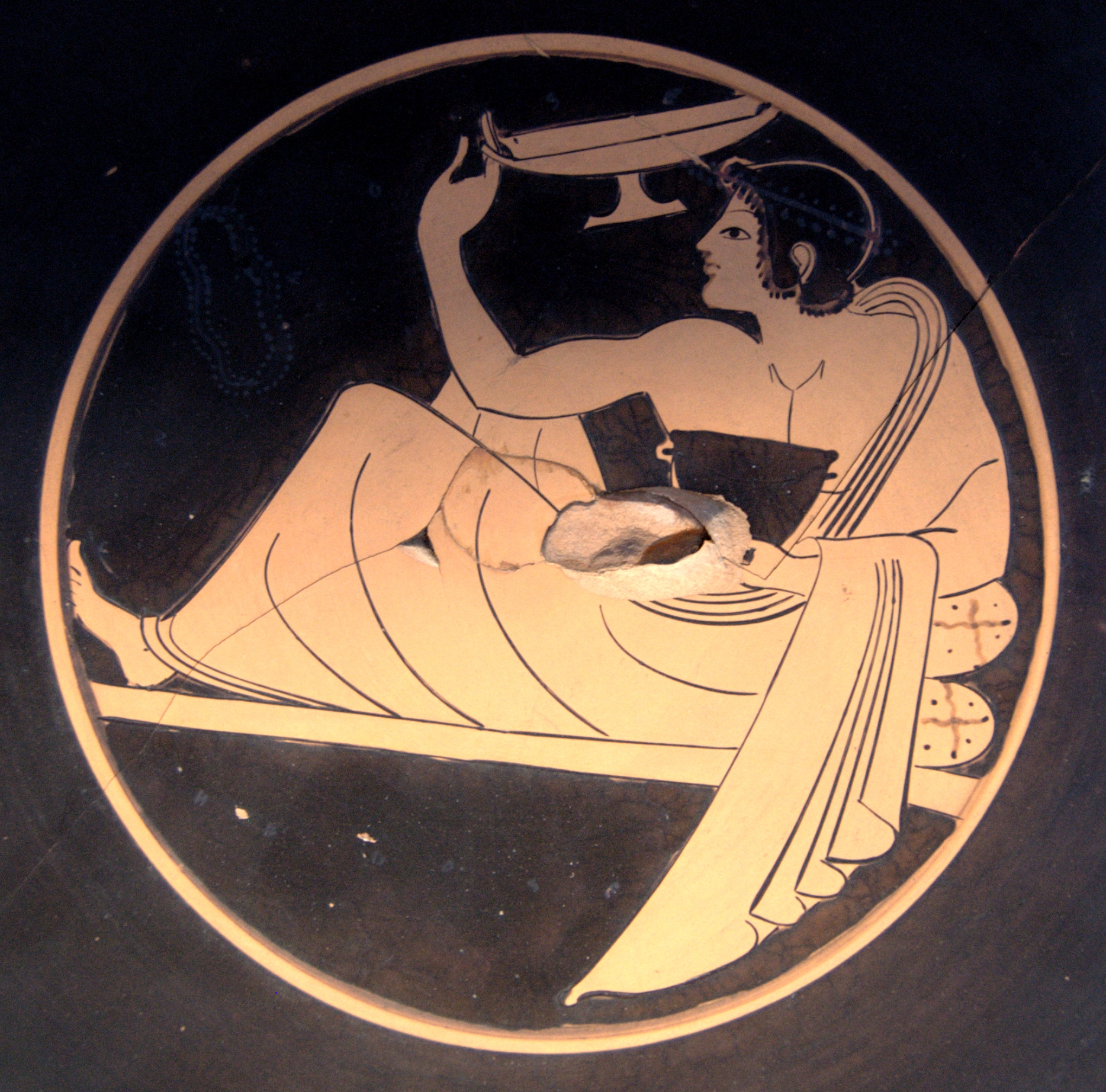
Innenseite einer von Pamphaios signierten rotfigurigen Kylix, Kottabosspieler, um 510 v. Chr., Louvre (CA 1585)

Pamphaios war ein attischer Töpfer gegen Ende des 6. Jahrhunderts v. Chr.
Pamphaios war der Nachfolger des Nikosthenes in dessen Athener Töpferwerkstatt und damit der Nachfolger eines der einflussreichsten und kreativsten Keramikers der Antike. Wohl kurz vor 510 v. Chr. übernahm er die nikostheneische Werkstatt und setzte die Tradition seines Vorgängers fort, indem er auch weiterhin die typischen Produkte herstellte, so die nikosthenische Amphora oder die Nikosthenische Pyxis und die Chalkidisierende Schale. Manchmal entwickelte er diese Formen auch noch weiter. Im Unterschied zu Nikosthenes setzte Pamphaios jedoch weitaus mehr auf Vasenmaler des rotfigurigen Stils, die zu dieser Zeit den alten schwarzfigurigen Stil ablösten. Er beschäftigte viele der Maler des Nikosthenes weiter, darunter bekannte Künstler wie Oltos, Epiktetos und den Nikosthenes-Maler.